# طب الحد الأدنى من الإزعاج
طب الحد الأدنى من الإزعاج  هو نهج لرعاية المرضى في حالات المرض المزمن تم اقتراحه من قِبل كارل آر ماي (Carl R May) وفيكتور مونتوري (Victor Montori) وفرانسيس مير (Frances Mair). في إحدى المقالات التي نُشرت عام 2009 في المجلة الطبية البريطانية ذكر هؤلاء العلماء أن عبء المرض (الأثر المرضي والنفسي للمرض على المريض) ينطوي على نظيره في عبء العلاج (العبء الواقع على المريض من قِبل العاملين في مجال الصحة، والذي قد يتضمن الرعاية الذاتية والرقابة الذاتية وإدارة النظم العلاجية وتنظيم زيارات الأطباء والفحوصات والتأمين). ونظرًا لأن الاستجابات الطبية للمرض أصبحت أكثر تطورًا، شهد عبء العلاج تطورًا أيضًا، وبات يتضمن على نحو متزايد تقنيات وتكنولوجيات صحية معقدة (مثل الرعاية عن بُعد) التي يجب أن تُدمج بشكل روتيني في الحياة اليومية من قِبل مستخدميها. وطب الحد الأدنى من الإزعاج هو نهج يهدف إلى تصميم رعاية صحية للمرضى تسعى لأخذ الآثار المترتبة على عمل العلاج في الحسبان، وخصوصًا لمنع زيادة العبء الواقع على المرضى . على يوتيوب. وتؤدي زيادة عبء المرضى، حسبما يقول ماي ومونتوري ومير، إلى عدم امتثال مستحث بنيويًا للعلاج، الأمر الذي يصبح تدريجيًا أكثر صعوبة على المرضى - لا سيما المرضى كبار السن الذي يعانون من حالات مرضية مشتركة ومتعددة - تلبية المطالب التي تتطلبها منهم النظم العلاجية. ولدى طب الحد الأدنى من الإزعاج أساس نظري في نظرية عملية التطبيع, التي تفسر العمليات التي يتم من خلالها إدراج النظم العلاجية وغير ذلك من الممارسات المعرفية والسلوكية والفنية بشكل روتيني في الحياة اليومية.